# Campus de Meilahti
Le Campus de Meilahti (finnois : Meilahden kampus, suédois : Campus Mejlans) est un centre hospitalier de l'université d'Helsinki situé dans les quartiers de Meilahti et de Ruskeasuo à Helsinki en  Finlande.

## Description
Il héberge la faculté de Médecine et des instituts de recherche médicale.
Plusieurs hôpitaux sont situés dans ce quartier dont l'hôpital de Meilahti qui est une des composantes du centre hospitalier universitaire d'Helsinki.

## Composantes
Le campus regroupe les composantes suivantes de l'université d'Helsinki:
- Faculté de médecine de l'université d’Helsinki (fi)
- Institut finlandais de médecine moléculaire (fi)
- Bibliothèque centrale des sciences de la santé (fi)